# Johann Möller (Bürgermeister)
Johann Möller (* 1. Januar 1623 in Greifenberg, Hinterpommern; † 6. Mai 1680 ebenda) war ein deutscher Dichter, Jurist und Bürgermeister von Greifenberg in Pommern.

## Leben
Möller war der Sohn des aus Gollnow stammenden Grobschmieds Michael Möller und dessen Frau Anna Vicke. Nach dem Tod beider Eltern 1633 nahm sich der Bruder seines Vaters, der Greifenberger Bürgermeister Matthias Möller (I.), des Jungen an. Nach dem Besuch der Lateinschule in Greifenberg besuchte er ab 1637 die Schule in Kolberg. Der Ratskämmerer Michael Beggerow ermöglichte ihm ab dem folgenden Jahr den freien Besuch der Schule in Stolp, wo er in den nächsten fünf Jahren den Kindern des Ratsherrn Tessen Privatunterricht gab. Ab 1643 studierte er an der Universität Königsberg Rechtswissenschaften. Nach einem Jahr konnte er sich das Studium nicht mehr leisten, stattdessen nahm er im Alter von 21 Jahren das Rektorat der Stadtschule in Greifenberg an, welches er bis 1650 ausübte.
Danach wandte er sich der juristischen Praxis zu und wurde 1651 als Advokat beim Hofgericht in Stettin eingeschrieben. Im selben Jahr wurde er in Greifenberg zum Ratsherrn gewählt. Am 1. Oktober 1657 erfolgte seine Wahl zum Kämmerer und Bürgermeister von Greifenberg. Bei den hinterpommerschen Landtagen, an denen er als städtischer Landrat teilnahm, gehörte Greifenberg zu den Vorsitz führenden Städten. Außerdem war er Assessor am Hofgericht. Die Adelsfamilien von der Osten und von Blücher auf Plathe und von Borcke auf Regenwalde setzten ihn als Gerichtsverweser ein. 1669 war er im Pfandbesitz des Gutes Pribbernow.
Seit 1652 war er mit Maria Salzsieder verheiratet, einer Tochter des Greifenberger Bürgermeisters Matthias Salzsieder. Ihr Sohn Matthias Möller (II.) war ebenfalls Bürgermeister von Greifenberg.

## Die Gottsingende Gesellschaft
„Die Gottsingende Gesellschaft“ war ein Gesangsverein, der vor 1658 gegründet wurde und in Greifenberg seinen Sitz hatte. Die 16 Mitglieder gehörten dem Bürger- und Predigerstand sowie dem Rat der Stadt und Adelsfamilien aus der Umgebung an. Als Dirigent fungierte ein Student namens Benedict Lisiccus.
Die Mitglieder im Jahr 1673 waren: Oberstleutnant Jürgen von Mellin, Hans Albrecht von Mellin auf Rottnow, Triglaf, Georg Friedrich von Edling auf Ribbekardt, Ravenhorst, Hofgerichtsadvokat Friedrich Völtze, Pastor Thomas Hoppe, Hofgerichtsadvokat Andreas Walter, Landrat und Bürgermeister Johann Möller, Pastor und Präpositus Paulus Schütte, Hofgerichtsadvokat Thomas Quickmann, Ratskämmerer David Korte, Senator Jacob Gadebusch, Senator Martinus Beggerow, Schulrektor Mathhäus Rudolphi,  Advokat und Notar Daniel Bontihn, Theologiestudent und musikalischer Direktor Benedictus Lisiccus, Notar Daniel Krüger und der Theologiestudent Martinus Beckerus. Später kamen noch der Prediger David Friederici und der Jurastudent Matthias Möller hinzu. Letzterer war Möllers Sohn.
Die Gesellschaft sang zunächst sowohl weltliche als auch geistliche Lieder. Nach einem Stadtbrand in Greifenberg 1658 beschränkte man sich auf geistliche Lieder. Möller schrieb die meisten Texte der Liedersammlung, die zwischen 1673 und 1675 in vier Teilen bei Daniel Starke in Stettin unter dem Titel Greifenbergische Psalter- und Harfenlust wider allerley Unlust gedruckt wurden. Der Pastor Theodor Hoppe aus Rensekow komponierte dazu die Melodien für mehrstimmigen Gesang und Instrumentalbegleitung. Der Gesangsverein verlor schon 1676 durch das Ausscheiden von Hoppe eines seiner aktiven Mitglieder und löste sich wahrscheinlich bald nach Möllers Tod 1680 auf. Die Vier Teile des Werkes waren einzelnen Personen gewidmet, darunter die Patrone des Vereins; Lorenz Christoph von Somnitz, Bogislaw von Schwerin, Ernst von Krokow und Georg Caspar von Flemming.